# Chazaliella oddonii
Chazaliella oddonii là một loài thực vật có hoa trong họ Thiến thảo. Loài này được (De Wild.) E.M.A.Petit & Verdc. mô tả khoa học đầu tiên năm 1975.